# Calaquioco
Calaquioco är en ort i Mexiko.   Den ligger i kommunen Chocamán och delstaten Veracruz, i den sydöstra delen av landet, 220 km öster om huvudstaden Mexico City. Calaquioco ligger 1 444 meter över havet och antalet invånare är 581.
Terrängen runt Calaquioco är lite bergig. Runt Calaquioco är det tätbefolkat, med 427 invånare per kvadratkilometer. Närmaste större samhälle är Córdoba, 19,9 km sydost om Calaquioco. I omgivningarna runt Calaquioco växer huvudsakligen savannskog.